# Melanotallite
La melanotallite è un minerale.